# Mapusaure
El mapusaure és un gènere de gran dinosaure carnosaure que va viure al Cretaci superior (estatge Cenomanià) en el que actualment és l'Argentina. Era similar en mida al seu parent proper giganotosaure, amb l'espècimen més gran conegut que mesurava 12,6 metres de longitud i tenia un pes de més de 3 tones. El mapusaure va ser excavat entre els anys 1997 i 2001, pel projecte argentí-canadenc, d'una exposició de la formació de Huincul (grup Rio Limay, Cenomanià) a Canadon de Gato. Va ser descrit i anomenat pels paleontòlegs Rodolfo Coria i Phil Currie l'any 2006.